# Liste der Baudenkmale in Harsefeld
In der Liste der Baudenkmale in Harsefeld sind alle Baudenkmale des niedersächsischen Fleckens Harsefeld aufgelistet. Die Quelle der Baudenkmale ist der Denkmalatlas Niedersachsen. Der Stand der Liste ist der 21. Oktober 2020.

## Allgemein
In den Spalten befinden sich folgende Informationen:
- Lage: die Adresse des Denkmales und die geographischen Koordinaten. Kartenansicht, um Koordinaten zu setzen. In der Kartenansicht sind Baudenkmale ohne Koordinaten mit einem roten Marker dargestellt und können in der Karte gesetzt werden. Baudenkmale ohne Bild sind mit einem blauen Marker gekennzeichnet, Baudenkmale mit Bild mit einem grünen Marker.
- Offizielle Bezeichnung: Bezeichnung des Baudenkmales
- Beschreibung: die Beschreibung des Denkmales. Unter § 3 Abs. 2 NDSchG werden Einzeldenkmale und unter § 3 Abs. 3 NDSchG Gruppen baulicher Anlagen und deren Bestandteile ausgewiesen.
- ID: die Nummer des Baudenkmales
- Bild: ein Bild des Denkmales

## Harsefeld

### Gruppe Friedrich-Huth-Straße 26
Die Gruppe hat die ID 49987589. Große Villa mit Remisenanbau.

| Lage                                                 | Bezeichnung | Beschreibung | ID       | Bild |
| ---------------------------------------------------- | ----------- | --- | -------- | ---- |
| Friedrich-Huth-Straße 26 53° 27′ 3″ N, 9° 29′ 48″ O  | Villa       | Zweigeschossiger asymmetrischer Bau mit massivem Sockel, darüber Putzflächen und Zierfachwerk mit verputzten Gefachen, unter asymmetrischem ziegelgedecktem Halbwalmdach. Straßenseitig herausgestellt ein zweigeschossiger Risalit mit eigenem Krüppelwalmdach, südwestlich davon ein zeitgenössischer Wintergarten. Erbaut 1905 (i) als Arztvilla. | 30915050 |      |
| Friedrich-Huth-Straße 26a 53° 27′ 4″ N, 9° 29′ 48″ O | Remise      | | 30915465 |      |

### Einzelbaudenkmale
| Lage                                               | Bezeichnung                | Beschreibung | ID       | Bild |
| -------------------------------------------------- | -------------------------- | --- | -------- | ---- |
| Griemshorster Straße 10 53° 27′ 6″ N, 9° 30′ 11″ O | Wohnhaus                   | Traufständiges, von der Straße zurückliegendes, kleines Fachwerkgebäude mit Backsteinausfachung, unter pfannengedecktem Krüppelwalmdach. Straßenfassade fünfachsig mit leicht ausmittiger Hauseingangstür. Errichtet um 1870. | 30915092 | BW   |
| Am oberen Friedhof 3 53° 27′ 1″ N, 9° 30′ 20″ O    | Wohn-/ Wirtschaftsgebäude  | Traufständiges Zweiständerhaus aus Fachwerk mit Backsteinausfachung, unter reetgedecktem Halbwalmdach. Grotdör unter doppelt geschwungenem Bogen mit Jahreszahl 1846 und Meisterzeichen „HB“. | 30914916 | BW   |
| Bergstraße 5 53° 27′ 9″ N, 9° 30′ 22″ O            | Wohn-/ Wirtschaftsgebäude  | Traufständiger Zweiständerbau aus Fachwerk mit Backsteinausfachung, unter Satteldach in Reetdeckung, am Wohnende mit Halbwalm. Grotdör unter doppelt geschwungenem Bogen, darin Meisterzeichen „F ST“ und Jahreszahl „1799“. | 30914976 |      |
| Kirchplatz 53° 27′ 13″ N, 9° 30′ 9″ O              | St. Marien und Bartholomäi | Dreischiffige Hallenkirche aus Backstein mit hohem schlanken Westturm. Erbaut im 14. und 15. Jahrhundert, zwischen 1856 und 1861 neogotisch überformt durch die Landbaumeister Giesewell und Wagener: Erneuerung des Außenbaus, Errichtung des heutigen polygonalen Chores und des Westturms. Im Gegensatz zum neogotischen Äußeren ist im Inneren der mittelalterliche Bestand deutlich abzulesen: Das fünfjochige Langhaus mit kräftigen, von vier dünnen Diensten begleiteten Rundpfeilern und relativ flacher Gewölbezone gehört ebenso dazu wie die vier weiten querrechteckigen Hauptjoche und die sehr schmalen Seitenschiffe, jeweils mit vierteiligen Kreuzrippengewölben. Altarwand von 1861, als Pendant dazu im Westen ein zeitgleicher neugotischer Orgelprospekt auf doppelstöckiger hölzerner Empore, auch die Kanzel stammt aus der neogotischen Renovierungsphase. Darüber hinaus sind auch Teile der mittelalterlichen und frühneuzeitlichen Ausstattung erhalten. | 30915186 |      |
| Denkmalsweg 53° 27′ 12″ N, 9° 30′ 7″ O             | Gefallenendenkmal          | Gemauerte Anlage zum Andenken an die Gefallenen des Ersten und Zweiten Weltkriegs von Harsefeld. Errichtet um 1920, nach 1945 ergänzt um eine Tafel für die im Zweiten Weltkrieg gefallenen Soldaten. | 30915033 |      |
| Kirchenstraße 4 53° 27′ 13″ N, 9° 30′ 11″ O        | Gasthaus                   | Fachwerkhaus mit Backsteinausfachung, unter ziegelgedecktem Walmdach. Errichtet als Gasthaus und Fremdenherberge des Klosters vor dessen Auflösung 1635. | 30915203 |      |
| Am Amtshof 3 53° 27′ 15″ N, 9° 30′ 8″ O            | Gerichtsgebäude            | Schlichter siebenachsiger Backsteinbau unter ziegelgedecktem Satteldach, nach Süden abgewalmt. Erbaut 1776 als Gerichtsgebäude des Amtsbezirks Harsefeld auf Fundamentresten aus der Klosterzeit. | 30914896 |      |
| Am Amtshof 2 53° 27′ 14″ N, 9° 30′ 6″ O            | Amtshof                    | Langgestreckter eingeschossiger Fachwerkbau mit hohem Sockelgeschoss. Unter pfannengedecktem Halbwalmdach. Errichtet 1741–42 auf den Grundmauern der alten Abtei von Harsefeld; im Kellergeschoss daher altes Klostermauerwerk erhalten. | 30914874 |      |
| Herrenstraße 9 53° 27′ 14″ N, 9° 29′ 59″ O         | Wohnhaus                   | Eingeschossiger langgestreckter traufständiger Fachwerkbau, unter Halbwalmdach in Pfannendeckung. In der Mitte der Straßenfront ein breites vierachsiges Zwerchhaus, darunter Mitteleingang mit zeitgenössischer zweiflügeliger Hauseingangstür mit Oberlicht, Laterne und kleinem Dreiecksgiebel. Errichtet um 1830. | 30915111 |      |
| Herrenstraße 25 53° 27′ 23″ N, 9° 29′ 56″ O        | Wohnhaus                   | Langgestreckter traufständiger Fachwerkbau unter ziegelgedecktem Halbwalmdach. Südgiebel massiv erneuert. An der Straßenseite zeitgenössische zweiflügelige Hauseingangstür. Errichtet 1812. | 30915130 |      |
| Herrenstraße 50 53° 27′ 34″ N, 9° 30′ 10″ O        | Tankstelle                 | Hauptgebäude als einstöckiger Backsteinbau mit Seitenrisalit unter Krüppelwalmdach. Vor dem Gebäude Holzkonstruktion mit Walmdach als Schutzbau für die ehemalige Zapfanlage der Tankstelle. Erbaut in den 1930er Jahren, erweitert 1948–52. | 30915150 |      |
| Buxtehuder Straße 5 53° 27′ 17″ N, 9° 30′ 23″ O    | Wohn-/ Wirtschaftsgebäude  | Giebelständiges, von der Straße zurückliegendes Zweiständerhaus aus Fachwerk mit Backsteinausfachung, unter reetgedecktem Halbwalmdach; mit reduzierter Kübbung. Doppelt geschwungener Grotdör-Bogen mit Inschrift, darin Meisterzeichen „HH“ und Jahreszahl „1849“. | 30914996 | BW   |

## Griemshorst

### Einzelbaudenkmale
| Lage                                       | Bezeichnung | Beschreibung | ID       | Bild |
| ------------------------------------------ | ----------- | --- | -------- | ---- |
| Griemshorst 12 53° 25′ 37″ N, 9° 31′ 25″ O | Wohnhaus    | Symmetrisch gestalteter, zweigeschossiger Bau mit massivem Erdgeschoss und Zierfachwerk im hohen Kniestockgeschoss. Eingang im östlichen Mittelrisalit über eine breite Freitreppe erschlossen, hier rundbogiger Altan, darüber ein Balkon. Westlicher Risalit mit Erker im Obergeschoss. Erbaut 1904 (i). | 30914855 | BW   |

## Hollenbeck

### Einzelbaudenkmale
| Lage                                   | Bezeichnung               | Beschreibung | ID       | Bild |
| -------------------------------------- | ------------------------- | --- | -------- | ---- |
| Oberdorf 16 53° 25′ 58″ N, 9° 28′ 3″ O | Wohn-/ Wirtschaftsgebäude | Zweiständerhaus in Fachwerkbauweise mit reetgedecktem Halbwalmdach, erbaut 1790.                                    | 30915284 | BW   |
| Unterdorf 6 53° 26′ 9″ N, 9° 27′ 39″ O | Wohn-/ Wirtschaftsgebäude | Zweiständerhaus in Fachwerkbauweise mit reetgedecktem Satteldach, erbaut in der zweiten Hälfte vom 19. Jahrhundert. | 30915301 | BW   |

## Issendorf

### Gruppe: Schmiedestraße 3
Die Gruppe hat die ID 30899271. Hofanlage bestehend aus einem Zweiständerbau und einem Werkstattgebäude, wobei die ehemalige Schule 1889 von einem Schmied gekauft und die Werkstatt nach 1889 von diesem errichtet wurde.

| Lage                                       | Bezeichnung  | Beschreibung | ID       | Bild |
| ------------------------------------------ | ------------ | --- | -------- | ---- |
| Schmiedestraße 3 53° 29′ 2″ N, 9° 31′ 1″ O | ehem. Schule | Zweiständer-Hallenhaus in Fachwerk mit Backsteinausfachung, unter Walmdach in Reetdeckung. Errichtet in der ersten Hälfte des 19. Jahrhunderts als Schule von Issendorf, 1889 an einen Schmied aus Wiegersen verkauft. | 30915370 | BW   |
| Schmiedestraße 3 53° 29′ 3″ N, 9° 31′ 1″ O | Schmiede     | Einstöckiger Fachwerkbau mit Backsteinausfachung, unter Satteldach in Falzziegeldeckung. Erbaut als Werkstatt des Dorfschmiedes nach 1889, Ausstattung der Schmiede in weiten Teilen erhalten.                         | 30915391 | BW   |

### Einzelbaudenkmale
| Lage                                            | Bezeichnung               | Beschreibung | ID       | Bild |
| ----------------------------------------------- | ------------------------- | --- | -------- | ---- |
| Dorfstraße 21 53° 29′ 21″ N, 9° 31′ 5″ O        | Wohn-/Wirtschaftsgebäude  | Zweiständerhaus in Fachwerk mit Backsteinausfachung, unter reetgedecktem Walmdach. Grotdör mit doppelt geschweiftem Bogen mit Meisterzeichen „JHF“ sowie Jahreszahl „1795“ (i).                                                                          | 30915318 | BW   |
| Horneburger Straße 16 53° 29′ 6″ N, 9° 31′ 4″ O | Wohn-/ Wirtschaftsgebäude | Großes traufständiges Zweiständerhaus in Fachwerk mit Backsteinausfachung, unter Halbwalmdach in Reetdeckung. Grotdör unter doppelt geschweiftem Bogen. Die Mitte des 19. Jahrhunderts erneuerte Außenhaut birgt möglicherweise ein älteres Innengerüst. | 30915353 | BW   |

## Ruschwedel

### Einzelbaudenkmale
| Lage                                              | Bezeichnung                   | Beschreibung | ID       | Bild |
| ------------------------------------------------- | ----------------------------- | --- | -------- | ---- |
| Ruschwedeler Straße 53° 27′ 16″ N, 9° 33′ 51″ O   | Nördliche Ruschwedeler Straße | Teilstück der Dorfstraße mit kleinteiliger Natursteinpflasterung: Gewölbtes, sehr sauber versetztes Kleinpflaster aus Granit, gelegt zu Beginn des 20. Jahrhunderts. | 30915427 |      |
| Ruschwedeler Straße 21 53° 27′ 8″ N, 9° 33′ 48″ O | Gasthof                       | Der ehemalige Ruschwedeler Gasthof ist ein langgestreckter, traufständiger Backsteinbau unter ziegelgedecktem Satteldach, mit einer Fassadengliederung durch Putzkanten und -rahmen. Hauseingang hinter dreifacher Säulenstellung straßenseitig in außermittigem Risalit mit Zwerchgiebel. Erbaut um 1910. | 30915448 |      |